# Apatura mandschurica
Apatura mandschurica är en fjärilsart som beskrevs av Le Moult 1947. Apatura mandschurica ingår i släktet Apatura och familjen praktfjärilar. Inga underarter finns listade i Catalogue of Life.